# Hurlemort
Hurlemort, le dernier royaume (cu sensul de Hurlemort, ultimul regat) este un roman de groază științifico-fantastic din 1993 scris de Serge Brussolo.

## Povestea
Hurlemort este un cătun pierdut în inima pădurilor în care (conform legendei) s-au retras zeii vechi ai păgânismului atunci când au fost goniți de expansiunea creștinismului. Sunt cunoscuți ca fiind vicleni, irascibili, uneori răuvoitori și temuți.